# 1940
1940. је била преступна година.

## Догађаји

### Фебруар
- 16. фебруар — Морнари са британског разарача ХМС Козак су се укрцали на немачки танкер Алтмарк и ослободили 299 британских ратних заробљеника.

### Март
- 12. март — Након пораза у Зимском рату, Финска је потписала Московски мировни споразум са Совјетским Савезом, препустивши му скоро целу Карелију.

### Април
- 9. април — Немачке трупе су у операцији Везерибунг напале Данску и Норвешку у Другом светском рату.

### Мај
- 10. мај — Немачка је без објаве рата напала Холандију, Белгију и Луксембург, а Велика Британија после немачке инвазије на Данску запосела бившу данску колонију Исланд.
- 10. мај — Винстон Черчил је изабран за премијера Уједињеног Краљевства уместо Невила Чемберлена.
- 14. мај — Током преговора о предаји холандске војске у Другом светском рату, немачки бомбардери разорили су две трећине Ротердама, при чему је погинуло око хиљаду људи, а 80.000 је остало без кућа.
- 21. мај — Француско-британске снаге су контранападом у бици код Араса успорили немачко напредовање у североисточној Француској.

### Јун
- 3. јун — Окончана је евакуација више од 337.000 британских, француских и белгијских војника из Денкерка током битке за Француску.
- 8. јун — Немачке крстарице Шарнхорст и Гнајсенау у Другом светском рату потопиле британски носач авиона Глоријус и разараче Ардент и Акаста, при чему је погинуло више од 1.500 људи.
- 14. јун — Немци су током битке за Француску заузели Париз.
- 17. јун — Совјетска Црвена армија је окупирала Летонију и Естонију и успоставила просовјетску администрацију.
- 17. јун — Луфтвафе је код Сен Назера потопио ХМТ Ланкастрију, при чему је погинуло око 3.000 особа.
- 18. јун — Француски генерал Шарл де Гол из Лондона упутио радио-поруку Французима у којој је себе прогласио лидером Слободне Француске, а Французе позвао на отпор немачкој окупацији.
- 22. јун — Француска је у Другом светском рату потписала капитулацију у Компјењу.

### Јул
- 3. јул — Британци су онеспособили велики део француске флоте стациониране у Мерс-ел-Кебиру у Алжиру да не би дошле у посед Немачке.
- 9. јул — Битка код Калабрије
- 10. јул — Почела је битка за Британију у Другом светском рату нападом немачких бомбардера на британске конвоје у Ламаншу.
- 10. јул — Француска Народна скупштина поверила је власт маршалу Филипу Петену
- 10. јул — У 6.00 Бенито Мусолини је, са балкона Палате Венеција (Palazzo Venezia) у Риму, објавио да ће за шест сати Италија ући у рат са Француском и Британијом
- 11. јул — Маршал Филип Петен је постао председник Вишијевске Француске.

### Август
- 3. август — Италија је започела инвазију Британског Сомалиленда.

### Септембар
- 7. септембар — Луфтвафе под командом Хермана Геринга је започело бомбардовање Лондона.
- 27. септембар — Представници нацистичке Немачке, фашистичке Италије и Јапанског царства су у Берлину потписали Тројни пакт, званично образујући војни савез познат као силе Осовине.

### Октобар
- 7. октобар — Немачка је у Другом светском рату окупирала Румунију и преузела контролу над њеним нафтним пољима.
- 28. октобар — Италијанске трупе су напале Грчку из Албаније, пошто је Грчка одбила ултиматум којим је Италија тражила војна упоришта на грчкој територији.

### Новембар
- 5. новембар — Италијански авиони су бомбардовали Битољ, и изазвали смрт неколико особа.
  - Председнички избори у САД: Френклин Д. Рузвелт побеђује републиканског противкандидата Вендела Вилкија, и постаје први и једини председник САД који је освојио трећи мандат.
- 7. новембар — Срушио се висећи мост у теснацу Такома, услед резонанције са ветром, отворен 1. јула те године.
- 8. новембар — Италијанска офанзива у Грчко италијанском рату је доживела неуспех после пораза у бици код Елеја-Каламаса.
- 11. новембар — Британци су уништили део италијанске флоте у бази код Таранта, првим нападом са носача авиона.
- 26. новембар — Немци су у окупираној Варшави у Другом светском рату почели да ограђују део града од којег су направили гето за око пола милиона пољских Јевреја.
- 27. новембар — У Румунији профашистичка „Гвоздена гарда” убила више од 60 сарадника избеглог краља Карола II, међу којима бившег премијера Николаеа Јоргу.

### Децембар
- 18. децембар — Адолф Хитлер је наредио је Врховној команди Вермахта да припреми инвазију на СССР према тајном плану под шифром „Операција Барбароса”.

## Рођења

### Јануар
- 4. јануар — Хелмут Јан, немачко-амерички архитекта (прем. 2021)
- 5. јануар — Војислав Мелић, српски фудбалер и фудбалски тренер (прем. 2006)
- 7. јануар — Владица Ковачевић, српски фудбалер и фудбалски тренер (прем. 2016)
- 16. јануар — Лепа Лукић, српска певачица
- 22. јануар — Џон Херт, енглески глумац (прем. 2017)
- 27. јануар — Џејмс Кромвел, амерички глумац
- 29. јануар — Кетрин Рос, америчка глумица и списатељица
- 30. јануар — Борис Подрека, словеначко-италијански архитекта

### Фебруар
- 2. фебруар — Дејвид Џејсон, енглески глумац, комичар, сценариста и продуцент
- 4. фебруар — Џорџ Ромеро, амерички редитељ, сценариста, глумац, писац и монтажер (прем. 2017)
- 9. фебруар — Џон Максвел Куци, јужноафрички књижевник, добитник Нобелове награде за књижевност (2003)
- 17. фебруар — Матија Барл, словеначки глумац, продуцент и преводилац (прем. 2018)
- 19. фебруар — Сапармурат Нијазов, туркменистански политичар, 1. председник Туркменистана (прем. 2006)
- 20. фебруар — Џими Гривс, енглески фудбалер (прем. 2021)
- 23. фебруар — Питер Фонда, амерички глумац, редитељ и сценариста (прем. 2019)
- 24. фебруар — Денис Лоу, шкотски фудбалер (прем. 2025)
- 27. фебруар — Хауард Хесеман, амерички глумац (прем. 2022)
- 28. фебруар — Марио Андрети, италијански аутомобилиста, возач Формуле 1

### Март
- 5. март — Оливера Катарина, српска глумица и певачица
- 9. март — Раул Хулија, порторикански глумац (прем. 1994)
- 10. март — Чак Норис, амерички мајстор борилачких вештина, глумац, продуцент и сценариста
- 12. март — Ал Џаро, амерички музичар (прем. 2017)
- 26. март — Џејмс Кан, амерички глумац (прем. 2022)
- 27. март — Остин Пендлтон, амерички глумац, драматург и редитељ
- 29. март — Аштруд Жилберто, бразилска певачица (прем. 2023)
- 30. март — Џери Лукас, амерички кошаркаш

### Април
- 3. април — Волф Калер, немачки глумац
- 8. април — Џон Хавличек, амерички кошаркаш (прем. 2019)
- 13. април — Жан-Мари Гистав ле Клезио, француски књижевник, добитник Нобелове награде за књижевност (2008)
- 16. април — Маргарета II, краљица Данске
- 25. април — Ал Пачино, амерички глумац, редитељ, продуцент и сценариста
- 30. април — Берт Јанг, амерички глумац, сценариста, писац и сликар (прем. 2023)

### Мај
- 5. мај — Ленс Хенриксен, амерички глумац и уметник
- 6. мај — Весна Пешић, српска социолошкиња и политичарка
- 9. мај — Џејмс Л. Брукс, амерички редитељ, продуцент и сценариста
- 19. мај — Јан Јансен, холандски бициклиста
- 31. мај — Јован Јовановић, српски редитељ, сценариста, монтажер и теоретичар филма (прем. 2022)

### Јун
- 1. јун — Рене Обержонуа, амерички глумац, певач и редитељ (прем. 2019)
- 1. јун — Дик Хојт, амерички маратонац и тријатлонац који је на такмичењима гурао свог сина с инвалидитетом Рика (Тим Хојт) (прем. 2021)
- 7. јун — Том Џоунс, велшки певач
- 8. јун — Ненси Синатра, америчка музичарка и глумица
- 23. јун — Вилма Рудолф, америчка атлетичарка (прем. 1994)
- 23. јун — Стјуарт Сатклиф, енглески сликар и музичар, најпознатији као првобитни басиста групе The Beatles (прем. 1962)

### Јул
- 4. јул — Филип Давид, српски књижевник, есејиста, драматург и сценариста (прем. 2025)
- 6. јул — Нурсултан Назарбајев, казахстански политичар, 1. председник Казахстана (1991—2019)
- 7. јул — Ринго Стар, енглески музичар и глумац, најпознатији као бубњар групе
- 13. јул — Патрик Стјуарт, енглески глумац
- 18. јул — Џејмс Бролин, амерички глумац, продуцент и редитељ
- 24. јул — Ден Хедаја, амерички глумац
- 26. јул — Звонимир Петричевић, хрватски кошаркаш (прем. 2009)

### Август
- 3. август — Мартин Шин, амерички глумац
- 19. август — Џони Неш, амерички музичар и глумац (прем. 2020)
- 28. август — Роже Пенжон, француски бициклиста (прем. 2017)

### Септембар
- 3. септембар — Полин Колинс, енглеска глумица
- 5. септембар — Ракел Велч, америчка глумица и модел (прем. 2023)
- 7. септембар — Дарио Арђенто, италијански редитељ, продуцент, сценариста и филмски критичар
- 11. септембар — Брајан де Палма, амерички редитељ и сценариста
- 14. септембар — Лари Браун, амерички кошаркаш и кошаркашки тренер
- 22. септембар — Ана Карина, данско-француска глумица, редитељка, сценаристкиња и певачица (прем. 2019)
- 24. септембар — Славен Замбата, хрватски фудбалер (прем. 2020)
- 30. септембар — Здравка Крстуловић, хрватска глумица (прем. 2003)

### Октобар
- 5. октобар — Милена Дравић, српска глумица (прем. 2018)
- 9. октобар — Џон Ленон, енглески музичар и мировни активиста (прем. 1980)
- 14. октобар — Клиф Ричард, енглески музичар и глумац
- 16. октобар — Бери Корбин, амерички глумац
- 19. октобар — Мајкл Гамбон, ирски глумац (прем. 2023)
- 23. октобар — Пеле, бразилски фудбалер (прем. 2022)

### Новембар
- 5. новембар — Елке Зомер, немачка глумица, забављачица и уметница
- 11. новембар — Божидарка Фрајт, југословенска глумица
- 15. новембар — Сем Вотерстон, амерички глумац, продуцент и редитељ
- 15. новембар    — Роберто Кавали, италијански модни дизајнер (прем. 2024)
- 21. новембар — Наталија Макарова, руска балерина и кореографкиња
- 22. новембар — Тери Гилијам, британски сценариста, редитељ, аниматор, глумац и комичар
- 25. новембар — Јан Јонгблуд, холандски фудбалски голман и фудбалски тренер (прем. 2023)
- 27. новембар — Брус Ли, хонгконшко-амерички глумац, редитељ, мајстор борилачких вештина и филозоф (прем. 1973)
- 30. новембар — Јован Радовановић, српски музичар, комичар и глумац

### Децембар
- 19. децембар — Звонко Бего, хрватски фудбалер (прем. 2018)
- 21. децембар — Френк Запа, амерички музичар и сатиричар (прем. 1993)

## Смрти

### Март
- 10. март — Михаил Булгаков, руски књижевник
- 26. март — Спиридон Луис, грчки атлетичар

### Април
- 26. април — Карл Бош, немачки хемичар

### Мај
- 14. мај — Ема Голдман, америчка анархисткиња и филозоф

### Јун
- 22. јун — Владимир Кепен, руско-немачки географ и метеоролог
- 28. јун — Итало Балбо, италијански маршал
- 29. јун — Паул Кле, немачко-швајцарски сликар

### Август
- 21. август — Лав Троцки, руски револуционар
- 21. август — Џозеф Џон Томсон, енглески хемичар

### Септембар
- 10. септембар — Никола Иванов, бугарски генерал
- 11. септембар — Милан Јовановић Батут, српски лекар

### Новембар
- 3. новембар — Мануел Азања, шпански политичар
- 9. новембар — Невил Чемберлен, британски политичар
- 27. новембар — Николаје Јорга, румунски политичар, историчар.

### Децембар
- 14. децембар — Антон Корошец, југословенски политичар

## Нобелове награде
- Физика — Награда није додељена
- Хемија — Награда није додељена
- Медицина — Награда није додељена
- Књижевност — Награда није додељена
- Мир — Награда није додељена
- Економија — Награда у овој области почела је да се додељује 1969. године